# Korytyna (Putnowice Wielkie)
Korytyna – część wsi Putnowice Wielkie w Polsce położona w województwie lubelskim, w powiecie chełmskim, w gminie Wojsławice.
W latach 1975–1998 Korytyna administracyjnie należała do województwa chełmskiego.